# زبان کره‌ای
زبان کره‌ای (کره جنوبی: 한국어، هانگوگئو ; کره شمالی: 조선말، چوسونمال) یک زبان طبیعی از خانواده زبانی زبان‌های کره‌ای است و زبان مادری حدود ۸۰ میلیون نفر مردم کره‌ای‌تبار و زبان رسمی و ملی هر دو کشور کره شمالی و کره جنوبی (از نظر جغرافیایی کره) است. فراتر از کره، این زبان به عنوان یک زبان اقلیت در بخش‌هایی از چین، یعنی استان جی‌لین، و به‌طور خاص ولایت یانبیان و شهرستان چانگ‌بای، شناخته می‌شود. همچنین کره‌ای‌های ساخالین در بخش‌هایی از ساخالین، جزیره روسی در شمال ژاپن، و کره‌ای‌های مهاجر در بخش‌هایی از آسیای میانه نیز بدان سخن می‌گویند. این زبان دارای چند خویشاوند منقرض‌‌شده‌ است که همراه با زبان ججویی جزیره ججو و خود کره‌ای - خانواده فشرده زبان‌های کره‌ای را تشکیل می‌دهند. با این حال، ججویی و کره‌ای با یکدیگر قابل درک متقابل نیستند. میهن زبانی کره‌ای جایی در شمال شرقی چین امروزی است. سلسله مراتب جامعه کره منجر به ایجاد سامانه‌ای از سطوح گفتاری و عنوان‌های افتخاری می‌شود که نشان‌دهنده میزان رسمی بودن هر موقعیت است.
زبان کره‌ای نوین به خط کره‌ای (한글 در کره جنوبی، 조선글 در کره شمالی) نوشته می‌شود، سامانه‌ای که در سده پانزدهم برای این منظور توسعه یافت، اگرچه در سده بیستم به خط اصلی تبدیل شد. این خط از ۲۴ حرف اصلی (جامو) و ۲۷ حرف پیچیده که از حروف پایه تشکیل شده‌اند، استفاده می‌کند. کره‌ای هنگامی که برای نخستین بار در متون تاریخی ثبت شد، تنها یک زبان گفتاری بود. در آن دوره همه آثار مکتوب کره به زبان چینی کلاسیک نگهداری می‌شدند، که هیچ‌گاه برای کسی که فقط کره‌ای می‌دانست، قابل درک نبوده‌است. بعدها، نویسه‌های چینی اقتباسی برای کره‌ای، هانجا (漢字)، برای نوشتن این زبان در بیشتر تاریخ کره مورد استفاده قرار گرفت و هنوز هم به میزان محدودی در کره جنوبی، به ویژه در علوم انسانی و مطالعه متون تاریخی استفاده می‌شود.
از آغاز سده بیست و یکم، جنبه‌هایی از فرهنگ کره‌ای از طریق جهانی شدن و صادرات فرهنگی به کشورهای دیگر گسترش یافته‌است. به این ترتیب، علاقه به فراگیری زبان کره‌ای (به عنوان یک زبان خارجی) با اتحادهای طولانی مدت، مشارکت نظامی و دیپلماسی کره‌ ای ها با دیگر کشورها از زمان پایان جنگ جهانی دوم و جنگ کره ایجاد شده‌است. کره‌ای در کنار زبان‌هایی مانند چینی و عربی در بالاترین میزان سختی برای انگلیسی‌زبانان توسط وزارت دفاع ایالات متحده قرار دارد.

## نام‌ها
نام‌های کره‌ای این زبان بر اساس نام‌های کره هستند که در کره جنوبی و کره شمالی استفاده می‌شود. واژه فارسی «کره» از زبان‌های اروپایی آمده که در گوریو ریشه دارد. تصور می‌شود گوریو نخستین سلسله کره‌ای است که برای کشورهای غربی شناخته شده بود. مردم کره در کشورهای پساشوروی خود را کوریو-سرم و یا کوریو-این می‌نامند که به معنای «فرد (های) کره‌ای/گوریویی» است.
در کره جنوبی، زبان کره‌ای با نام‌های فراوانی از جمله هانگوک-ائو («زبان کره‌ای»)، هانگوک-مال («گفتار کره‌ای») و اوری-مال («زبان ما») نامیده می‌شود؛ «هانگوک» از نام امپراتوری کره گرفته شده‌است. کره‌ای نیز به سادگی به عنوان جوک-ائو نامیده می‌شود، به معنای «زبان ملی». این نام بر اساس همان نویسه‌های هان (國語 «ملت» + «زبان») است که در تایوان و ژاپن نیز برای اشاره به زبان‌های ملی مربوط استفاده می‌شود.
در کره شمالی و چین، این زبان اغلب جوسئون-مال، یا به‌طور رسمی‌تر، جوسئون-او، نامیده می‌شود. این نام، از نام کره‌ای شمالی برای کره (جوسئون) گرفته شده‌است، نامی که از دودمان چوسان (جوسئون) تا زمان اعلام امپراتوری کره باقی مانده‌است.
در سرزمین اصلی چین، پس از برقراری روابط دیپلماتیک با کره جنوبی در سال ۱۹۹۲، اصطلاح چائوشیان‌یو یا شکل کوتاه چائویو معمولاً برای اشاره به زبان معیار کره شمالی و یانبیان استفاده می‌شود، در حالی که هانگویو یا شکل کوتاه هانیو برای اشاره به زبان معیار کره جنوبی استفاده می‌شود.

## تاریخ
زبان کره‌ای نوین از کره‌ای میانه، که به نوبهٔ خود از کره‌ای باستان آمده، ریشه می‌گیرد، که خود حاصل زبان نیاکره‌ای است که به‌طور کلی پیشنهاد می‌شود که میهن زبانی خود را داشته باشد. ویتمن (۲۰۱۲) پیشنهاد می‌کند که کره‌ای‌های نخستین، که قبلاً در کره شمالی حضور داشتند، در حدود ۳۰۰ سال پیش از میلاد به بخش جنوبی شبه‌جزیره کره گسترش یافتند و با سفال‌گران ژاپنی‌تبار دوره میومان همزیستی کردند (یا آن‌ها را جذب کردند). هر دو بر یکدیگر تأثیر داشتند و تأثیر بنیادی بعدی تنوع درونی هر دو خانواده زبانی را کاهش داد.
نویسه‌های چینی همراه با بودیسم در دوران سه پادشاهی نخست در سده اول پیش از میلاد وارد کره شدند. از آن‌ها برای ایجاد خط کره‌ای اقتباس شد که به هانجا معروف شد و به عنوان خط اصلی برای نوشتن زبان کره‌ای برای بیش از یک هزار سال در کنار خط‌های آوایی مختلفی که بعداً اختراع شدند همانند ایدو، گوگیئول و هیانگ‌چال، باقی ماند. نخبگان و اشراف‌زادگان برای خواندن و نوشتن از هانجا استفاده می‌کردند. با این حال، بیشتر مردم بی‌سواد بودند.

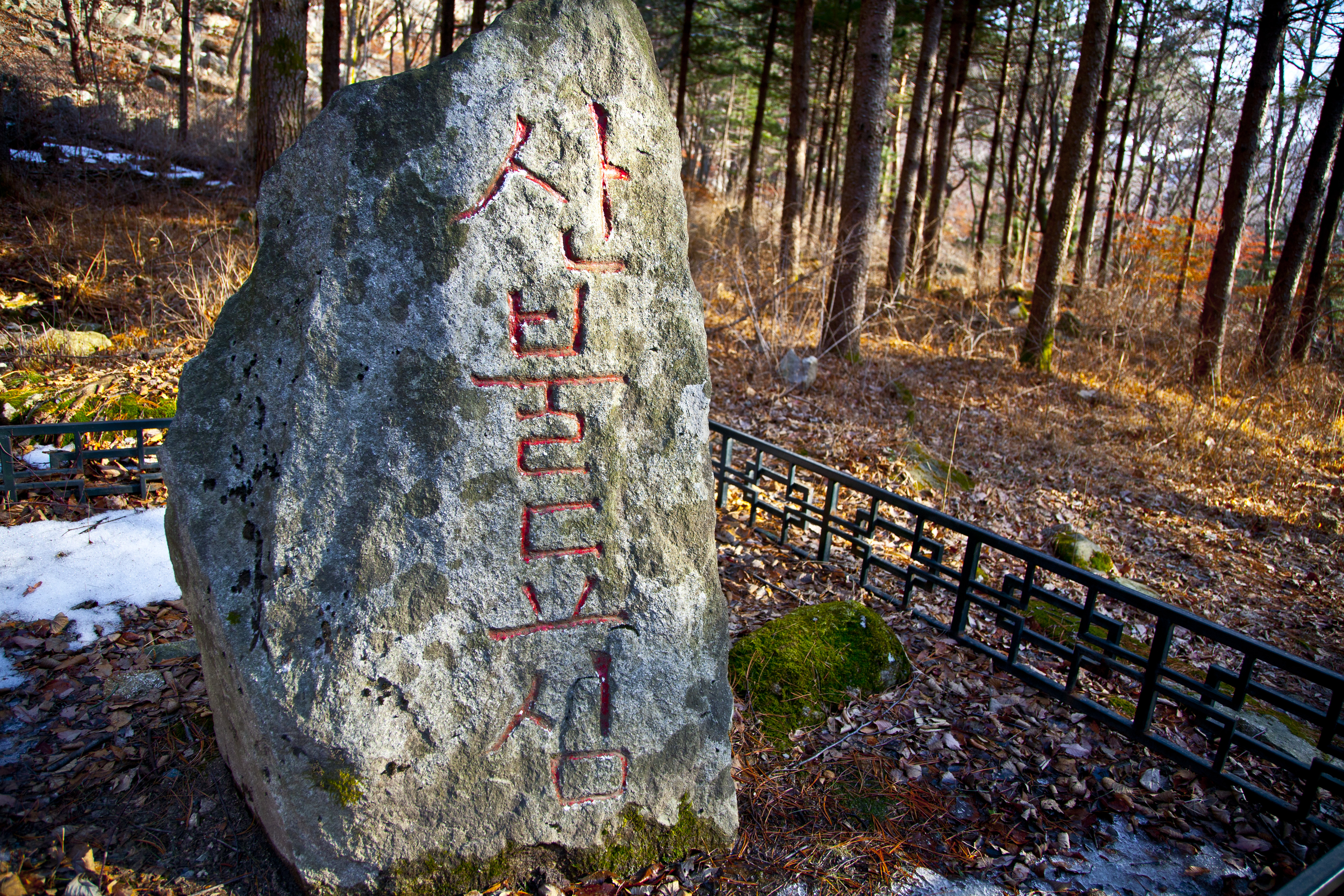
سنگ‌نوشته هانگول یادبود آتش‌سوزی کوه جوریونگ مربوط به دوره چوسان.متن"به دلیل آتش سوزی در بوته‌ها"

در سده پانزدهم، پادشاه سجونگ کبیر شخصاً یک سامانه نوشتاری ویژه الفبایی ایجاد کرد که امروزه به نام هانگول شناخته می‌شود. او احساس می‌کرد که هانجا برای نوشتن کره‌ای ناکافی است و این باعث استفاده بسیار محدود از آن شد. هانگول برای کمک به خواندن هانجا یا جایگزینی کامل آن طراحی شد. هانگول «خط محاوره‌ای» نامیده شد و به سرعت در سراسر کشور برای افزایش سواد گسترش یافت. هانگول به‌طور گسترده در تمام طبقات کره‌ای استفاده فراگیر شد اما اغلب به عنوان «خط زنانه» با آن برخورد می‌شد و نخبگان و اشراف آن را نادیده گرفته و هانجا را به عنوان «خط واقعی» می‌خواندند. در نتیجه، اسناد رسمی همیشه در دوران چوسان به هانجا نوشته می‌شد. از آنجایی که تعداد کمی از مردم می‌توانستند هانجا را بفهمند، پادشاهان کره در اوایل سده شانزدهم برای همه طبقات کره‌ای، از جمله دهقانان و بردگان بی‌سواد، گاهی اعلامیه‌های عمومی را که به‌طور کامل به هانگول می‌نوشتند و منتشر می‌کردند. در سده هفدهم، طبقه اشراف یانگ‌بان نامه‌های هانگول را با بردگان رد و بدل می‌کردند که نشان می‌دهد میزان سواد هانگول در دوران چوسان بالا بود.
امروزه هانجا به دلیل راحت نبودنش تا حد زیادی در زندگی روزمره استفاده نمی‌شود، اما همچنان برای مطالعات تاریخی و زبان‌شناسی اهمیت دارد. کره جنوبی و کره شمالی هیچ‌یک با یادگیری هانجا مخالف نیستند، اما آن‌ها دیگر به‌طور رسمی در کره شمالی استفاده نمی‌شوند و استفاده از آن‌ها در کره جنوبی عمدتاً برای شرایط خاص مانند روزنامه‌ها، مقالات علمی و ابهام‌زدایی محفوظ است.
از زمان جنگ کره، طی ۷۰ سال جدایی، تفاوت‌هایی میان شمال و جنوب در زبان کره‌ای معیار ایجاد شده است، از جمله تفاوت‌هایی در تلفظ و واژگان انتخاب‌شده، اما این تفاوت‌های جزئی را می‌توان در هر یک از گویش‌های کره‌ای یافت که هنوز هم تا حد زیادی قابل درک متقابل هستند.

## پراکندگی جغرافیایی
کره‌ای توسط مردم کره در کره جنوبی و کره شمالی و جوامع مهاجر کره‌ای در بسیاری از کشورها از جمله جمهوری خلق چین، ایالات متحده، ژاپن و روسیه صحبت می‌شود. در حال حاضر، کره‌ای پس از انگلیسی، ژاپنی و روسی چهارمین زبان خارجی محبوب در چین است. اقلیت‌های کره‌ای زبان در این کشورها وجود دارند، اما به دلیل همگون‌سازی فرهنگی در کشورهای میزبان، همه کره‌ای‌تبارها ممکن است به آن تسلط کامل نداشته باشند.

### وضعیت رسمی
کره‌ای زبان رسمی کره جنوبی و کره شمالی است. این زبان همچنین همراه با چینی ماندارین یکی از دو زبان رسمی ولایت خودمختار یانبیان کره‌ای چین است.
در کره جنوبی نهاد نظارتی کره‌ای مؤسسه ملی زبان کره‌ای است که با فرمان ریاست جمهوری در ۲۳ ژانویه ۱۹۹۱ ایجاد شد. در کره شمالی نهاد نظارتی زبان «پژوهشکده زبان فرهنگستان علوم اجتماعی» (사회과학원 어학연구소; 社會科學院語學硏究所، ساهو گواهاگون ائوهاگ یونگوسو) است. در چین نیز «کمیسیون تنظیم مقررات زبان کره‌ای چین» (중국조선어규범위원회 / 中国朝鲜语规范委员会) به تنظیم زبان می‌پردازد.

### گویش‌ها

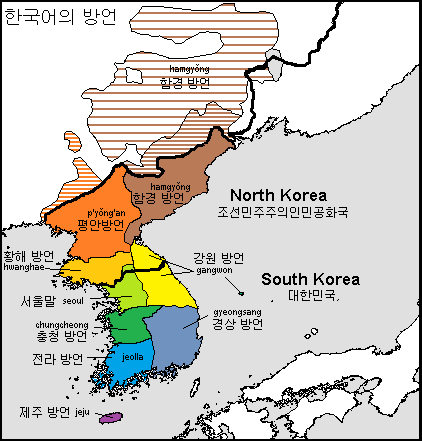
گویش‌های منطقه‌ای کره‌ای

کره‌ای دارای گویش‌های محلی کوچک فراوانی است. زبان معیار هر دو کره جنوبی و کره شمالی مبتنی بر گویش منطقه اطراف سئول است (که به عنوان هانیانگ برای ۵۰۰ سال پایتخت کره عصر چوسان بوده‌است) گویش معیار کره شمالی پس از جنگ کره تحت تأثیر گویش پیونگ‌یانگ قرار گرفته‌است. همه گویش‌های کره‌ای شبیه به یکدیگر و تا حد زیادی قابل درک متقابل هستند (به استثنای عبارات خاص گویش یا واژگان غیرمعیار منحصر به فرد برای گویش‌ها)، اگرچه گویش جزیره ججو به اندازه‌ای متفاوت است که گاهی به عنوان یک زبان جداگانه دسته‌بندی می‌شود. یکی از تفاوت‌های برجسته‌تر میان گویش‌ها، استفاده از نواخت است. برخی از گویش‌ها محافظه‌کار هستند و آواهای کره‌ای میانه را حفظ می‌کنند (مانند z، β، ə) که از زبان معیار حذف شده‌اند، در حالی که برخی دیگر بسیار نوآورانه هستند.
زبان مورد استفاده در شمال و جنوب نیز تفاوت‌هایی در تلفظ، املا، دستور زبان و واژگان نشان می‌دهد.

## دسته‌بندی
کره‌ای یکی از اعضای خانواده زبان‌های کره‌ای همراه با زبان ججویی است. برخی از زبان‌شناسان آن را در خانواده آلتایی گنجانده‌اند، اما خود خانواده اصلی آلتایی بیشتر پشتیبانی قبلی خود را از دست داده‌است.  زبان خیتانی چندین مورد واژگانی مشابه با کره‌ای دارد که در سایر زبان‌های مغولی یا تونگوزی یافت نمی‌شود که نشان دهنده تأثیر کره‌ای بر خیتانی است.
این فرضیه که زبان کره‌ای می‌تواند با ژاپنی مرتبط باشد به دلیل برخی همپوشانی در واژگان و ویژگی‌های دستوری مشابه که توسط محققانی مانند ساموئل ئی. مارتین و روی اندرو میلر توضیح داده شده‌است، طرفدارانی داشته‌است. سرگی آناتولیویچ استاروستین (۱۹۹۱) حدود ۲۵ درصد از همزادان بالقوه را در فهرست ۱۰۰ واژه‌ای سوادش ژاپنی-کره‌ای یافت. برخی از زبان‌شناسان مربوط به موضوع میان ژاپنی و کره‌ای، از جمله الکساندر ووین، استدلال کرده‌اند که شباهت‌های ذکر شده به دلیل هیچ رابطه ژنتیکی نیست، بلکه بیشتر به دلیل یک اثر همگرایی و وام‌گیری سنگین، به ویژه از کره‌ای باستان به ژاپنی باستان غربی است.  یک مثال خوب ممکن است سام کره‌ای میانه و آسا ژاپنی به معنای «شاهدانه» باشد. به نظر می‌رسد که این واژه یک هم‌خانواده باشد چرا که در زبان‌های ژاپنی باستانی غربی و زبان‌های ریوکیویی شمالی به خوبی تأیید شده‌است، در ژاپنی باستانی شرقی فقط در ترکیبات دیده می‌شود و در سه گویش از گروه زبانی ریوکیویی جنوبی وجود دارد. همچنین واژه وو به همان معنای «شاهدانه» در زبان‌های ژاپنی باستانی غربی و ریوکیویی جنوبی تأیید شده‌است؛ بنابراین، فرض یک وام‌واژه قابل قبول است.
گروهی از پژوهشگران نیز پیشنهاد کرده‌اند که ردپایی از یک زیرلایه پیش از نیوخ در کره‌ای وجود دارد. بر اساس این فرضیه، گونه‌های نیای نیوخ یک بار پیش از ورود کره‌ای‌زبانان در شبه‌جزیره کره پراکنده شده‌اند.

## واج‌شناسی
واج‌شناسی واکه‌ها و همخوان‌های کره‌ای به شرح زیر است:

### واکه‌ها

نمودار واکه‌های کوتاه

نمودار واکه‌های بلند

| واکه‌های ساده | ㅏ /a/ ㅓ /ʌ/ ㅗ /o/ ㅜ /u/ ㅡ /ɯ/ ㅣ /i/ /e/ ㅔ, /ɛ/ ㅐ, /ø/ ㅚ, /y/ ㅟ                               |
| واکه‌های مرکب | ㅑ /ja/ ㅕ /jʌ/ ㅛ /jo/ ㅠ /ju/ /je/ ㅖ, /jɛ/ ㅒ, /wi/ ㅟ, /we/ ㅞ, /wɛ/ ㅙ, /wa/ ㅘ, /ɰi/ ㅢ, /wə/ ㅝ |

### همخوان‌ها
|                  |        | دولبی   | لثوی         | لثوی- کامی        | نرم‌کامی | چاکنایی |
| ---------------- | ------ | ------- | ------------ | ----------------- | ------- | ------- |
| خیشومی           | خیشومی | ㅁ m    | ㄴ n         |                   | ㅇ ŋ    |         |
| انفجاری/ انسایشی | صاف    | ㅂ p    | ㄷ t         | ㅈ t͡s یا t͡ɕ       | ㄱ k    |         |
| انفجاری/ انسایشی | سخت    | ㅃ /p͈/  | ㄸ /t͈/       | ㅉ /t͡s͈/ یا /t͡ɕ͈/   | ㄲ /k͈/  |         |
| انفجاری/ انسایشی | حلقی   | ㅍ /pʰ/ | ㅌ /tʰ/      | ㅊ /t͡sʰ/ یا /t͡ɕʰ/ | ㅋ /kʰ/ |         |
| سایشی            | صاف    |         | ㅅ s یا /sʰ/ |                   |         | ㅎ h    |
| سایشی            | سخت    |         | ㅆ /s͈/       |                   |         |         |
| ناسوده           | ناسوده | w       |              | j                 |         |         |
| روان             | روان   |         | ㄹ l یا ɾ    |                   |         |         |

## دستور
کره‌ای یک زبان پیوندی است. زبان کره‌ای به‌طور سنتی دارای ۹ جزو کلام در نظر گرفته می‌شود. پیراینده‌ها عموماً پیش از واژگان پیرایش‌شده قرار می‌گیرند و در مورد پیراینده‌های فعل، می‌توان به صورت گروهی بدان افزود. ساختار جمله یا شکل اصلی یک جمله کره‌ای نهاد-مفعول-فعل (SOV) است، اما فعل تنها عنصر ضروری و غیرقابل حرکت است و ترتیب واژگان بسیار انعطاف‌پذیر است، مانند بسیاری از زبان‌های پیوندی دیگر.
| پرسش: | «آیا [شما] به فروشگاه رفتید؟» | «آیا [شما] به فروشگاه رفتید؟» | «آیا [شما] به فروشگاه رفتید؟» | «آیا [شما] به فروشگاه رفتید؟» |
|       |                               | 가게에                        |                               | 가셨어요? |
|       |                               | gage-e                        |                               | ga-syeo-sseo-yo |
|       |                               | فروشگاه + [نشانگر مکان (에)]  |                               | [رفتن (ریشه فعل) (가)] + [افتخاری (시)] + [[[صرف فعل دستوری\|صرف]] (قاعده انقباض) (어)] + [[[زمان گذشته (زبان)\|گذشته]] (ㅆ)] + [[[وجه التزامی\|التزامی]] (어)] + [نشانگر مودبانه (요)] |

| پاسخ: | «بله.» | «بله.»       |
|       |        | 예. (یا 네.) |
|       |        | ye (یا ne)   |
|       |        | بله          |

رابطه میان یک گوینده/نویسنده و نهاد و مخاطبان در دستور زبان کره‌ای بسیار مهم است. رابطه میان گوینده/نویسنده و مرجع نهاد جمله در عنوان‌های افتخاری و رابطه میان گوینده/نویسنده و مخاطب در سطح گفتار منعکس می‌شود.

### عنوان‌های افتخاری
هنگامی که در مورد فردی برتر از نظر موقعیت صحبت می‌شود، یک گوینده یا نویسنده معمولاً از اسم‌های خاص یا پایان‌های فعلی برای نشان دادن برتری نهاد جمله استفاده می‌کند. به‌طور کلی، اگر فردی از بستگان مسن‌تر، غریبه‌ای با سن تقریباً برابر یا بزرگ‌تر، یا کارفرما، معلم، مشتری یا موارد مشابه باشد، از نظر موقعیت برتر است. اگر فردی جوان‌تر، دانش‌آموز، کارمند یا مانند آن باشد، از نظر موقعیت برابر یا پایین‌تر است. امروزه پایان‌های خاصی وجود دارد که می‌توان آن را در جملات اظهاری، استفهامی و دستوری و هر دو جمله افتخاری یا عادی به کار برد.
عنوان‌های افتخاری در سنت کره کاملاً سلسله مراتبی بود. طبقه‌ها و دسته‌های مردم دارای الگوها و کاربردهایی بسیار پیچیده‌تر و طبقه‌بندی‌شده‌تر از آنچه امروزه استفاده می‌شود، داشتند. ساختار پیچیده نظام افتخاری کره در فرهنگ و جامعه سنتی شکوفا شد. عنوان‌های افتخاری در کره معاصر اکنون برای افرادی استفاده می‌شود که از نظر صمیمیت دور یا از نظر موقعیت برتر هستند، استفاده می‌شود. به عنوان مثال، افراد مسن، معلمان و کارفرمایان. 

### سطوح گفتار
هفت پارادایم فعل یا سطح گفتار در کره‌ای وجود دارد و هر سطح دارای مجموعه منحصر به فرد خود از پایان فعل‌هاست که برای نشان دادن میزان رسمی بودن یک موقعیت استفاده می‌شود. برخلاف عنوان‌های افتخاری - که برای نشان دادن احترام به نهاد (فردی که از او صحبت می‌شود) استفاده می‌شوند - سطوح گفتار برای نشان دادن احترام به مخاطبان گوینده یا نویسنده (فردی که با او صحبت می‌شود) استفاده می‌شود.
سه سطح با ادب بالا (بسیار مودبانه رسمی، مودبانه رسمی، مودبانه معمولی) به‌طور کلی با هم به عنوان جوندائنمال (존댓말) گروه‌بندی می‌شوند، در حالی که دو سطح با سطح ادب کم‌تر (بی‌ادبانه رسمی، بی‌ادبانه معمولی) در کره‌ای بانمال (반말) نامیده می‌شوند. دو سطح باقیمانده (رسمیت خنثی با ادب خنثی، رسمیت بالا با ادب خنثی) نه مودبانه هستند و نه بی‌ادبانه.
امروزه، سخنرانان نسل جوان دیگر خود را موظف نمی‌دانند که توجه معمول خود را نسبت به مرجع کاهش دهند. معمولاً دیده می‌شود که افراد جوان با اقوام بزرگتر خود با بانمال صحبت می‌کنند (반말). این از روی بی‌احترامی نیست، بلکه نشان‌دهنده صمیمیت و نزدیکی رابطه میان دو گوینده است. دگرگونی در ساختارها و نگرش‌های اجتماعی در جامعه‌ای که به سرعت در حال تغییر امروز است، تغییری در نحوه صحبت کردن افراد ایجاد کرده‌است. 

## واژگان
هسته واژگان کره‌ای از واژگان بومی کره‌ای تشکیل شده‌است. با این حال، بخش قابل توجهی از واژگان، به ویژه آن‌هایی که بیانگر ایده‌های انتزاعی هستند، واژگان چینی-کره‌ای (منشأ چینی) هستند. به میزان بسیار کمتر، برخی از واژگان نیز از مغولی و زبان‌های دیگر وام گرفته شده‌اند. امروزه وام‌واژه‌های فراوانی از انگلیسی نیز وارد کره‌ای شده‌اند.
واژگان کره شمالی نشان‌دهنده تمایل به ترجیح زبان کره‌ای بومی بر چینی-کره‌ای یا وام‌گیری‌های خارجی است، که به ویژه با اهداف سیاسی اخیر دولت با هدف از بین بردن تأثیرات خارجی بر زبان کره‌ای در شمال انجام شده‌است. در سال‌های اولیه، دولت کره شمالی سعی کرد واژگان چینی-کره‌ای را حذف کند. در نتیجه، کره جنوبی ممکن است چندین وام چینی-کره‌ای یا خارجی داشته باشد که در کره شمالی نباشد.
| عدد | چینی-کره‌ای | چینی-کره‌ای | کره‌ای بومی | کره‌ای بومی |
| عدد | هانگول     | لاتین‌نویسی | هانگول     | لاتین‌نویسی |
| --- | ---------- | ---------- | ---------- | ---------- |
| ۱   | 일         | il         | 하나       | hana       |
| ۲   | 이         | i          | 둘         | dul        |
| ۳   | 삼         | sam        | 셋         | set        |
| ۴   | 사         | sa         | 넷         | net        |
| ۵   | 오         | o          | 다섯       | daseot     |
| ۶   | 육 륙      | yok, ryok  | 여섯       | yeoseot    |
| ۷   | 칠         | chil       | 일곱       | ilgop      |
| ۸   | 팔         | pal        | 여덟       | yeodeol    |
| ۹   | 구         | Gu         | 아홉       | ahop       |
| ۱۰  | 십         | sip        | 열         | yeol       |

### چینی-کره‌ای
واژگان چینی-کره‌ای عبارتند از:
- واژگانی که مستقیماً از چینی نوشتاری وام گرفته شده‌اند.
- ترکیباتی که در کره یا ژاپن ساخته شده و با استفاده از خوانش چینی-کره‌ای نویسه‌های چینی خوانده می‌شوند.

بنابراین کره‌ای درست مانند واژگان دیگر، دارای دو مجموعه از سامانه‌های اعداد است. با این حال، کره‌ای و چینی از نظر ژنتیکی به هم مرتبط نیستند و این دو مجموعه از واژگان کره‌ای کاملاً با یکدیگر متفاوت هستند. همه تکواژهای چینی-کره‌ای مانند چینی تک هجایی هستند، در حالی که تکواژهای بومی کره‌ای می‌توانند چند هجایی باشند. واژگان چینی-کره‌ای عمداً در کنار حروف چینی متناظر برای یک زبان نوشتاری وارد شدند.
نسبت دقیق واژگان چینی-کره‌ای موضوع بحث است. سون (۲۰۰۱) ۵۰–۶۰٪ را بیان کرد. در سال ۲۰۰۶، همان نویسنده تخمین حتی بالاتر از ۶۵٪ ارائه می‌دهد.  جئونگ جائه-دو، یکی از گردآورندگان واژه‌نامه اوریمال کئون ساجئون، ادعا می‌کند که این نسبت چندان زیاد نیست. او اشاره می‌کند که واژه‌نامه‌های کره‌ای که در دوره استعمار گردآوری شده‌اند شامل بسیاری از واژگان چینی-کره‌ای نارایج هستند. در تخمین وی، نسبت واژگان چینی-کره‌ای در زبان کره‌ای تا ۳۰ درصد عنوان شده‌است.

### وام‌واژه‌های غربی
اکثریت قریب به اتفاق وام‌واژه‌های غیر از زبان چینی-کره‌ای مربوط به دوران مدرن هستند که تقریباً ۹۰ درصد آن‌ها از زبان انگلیسی هستند. بسیاری از واژگان دیگر نیز از زبان‌های غربی مانند آلمانی از طریق ژاپنی وام گرفته شده‌اند (아르바이트 به معنای «شغل پاره‌وقت»، 알레르기 به معنای «حساسیت»، 기브스 به معنای «گچ‌کیری»). برخی از واژگان غربی به‌طور غیرمستقیم از طریق ژاپنی در طول اشغال کره توسط ژاپن با الگوی صوتی ژاپنی وام گرفته شدند. بیشتر وام‌گیری‌های غربی غیرمستقیم اکنون بر اساس قواعد فعلی «هانگول‌نویسی» برای زبان غربی مربوط نوشته می‌شوند، گویی که مستقیماً وام گرفته شده‌اند.
به دلیل چنین رواج زبان انگلیسی در فرهنگ و جامعه نوین کره جنوبی، وام‌گیری واژگانی اجتناب‌ناپذیر است. کره‌ای مشتق از انگلیسی یا «کونگلیش» (콩글리쉬) به‌طور فزاینده‌ای در جنوب استفاده می‌شود. واژگان گویش جنوبی زبان کره‌ای تقریباً ۵٪ وام واژه (به استثنای واژگان چینی-کره‌ای) است. با این حال، به دلیل انزوای کره شمالی، چنین تأثیری در گفتار کره شمالی وجود ندارد.

## نوشتار
در زیر نموداری از نمادهای الفبای کره‌ای (هانگول) و لاتین‌نویسی اصلاح‌شده (RR) و مقادیر الفبای آوانگاری بین‌المللی متعارف (IPA) آورده شده‌است:
| هانگول 한글 | ㅂ | ㄷ | ㅈ | ㄱ | ㅃ | ㄸ | ㅉ | ㄲ | ㅍ | ㅌ | ㅊ  | ㅋ | ㅅ | ㅎ | ㅆ | ㅁ | ㄴ | ㅇ | ㄹ   |
| RR          | b  | d  | j  | g  | pp | tt | jj | kk | p  | t  | ch  | k  | s  | h  | ss | m  | n  | ng | r, l |
| IPA         | p  | t  | t͡ɕ | k  | p͈  | t͈  | t͡ɕ͈ | k͈  | pʰ | tʰ | t͡ɕʰ | kʰ | s  | h  | s͈  | m  | n  | ŋ  | ɾ, l |

| هانگول 한글 | ㅣ | ㅔ | ㅚ    | ㅐ | ㅏ | ㅗ | ㅜ | ㅓ | ㅡ | ㅢ | ㅖ | ㅒ  | ㅑ | ㅛ | ㅠ | ㅕ  | ㅟ     | ㅞ | ㅙ  | ㅘ | ㅝ |
| RR          | i  | e  | oe    | ae | a  | o  | u  | eo | eu | ui | ye | yae | ya | yo | yu | yeo | wi     | we | wae | wa | wo |
| IPA         | i  | e  | ø, we | ɛ  | a  | o  | u  | ʌ  | ɯ  | ɰi | je | jɛ  | ja | jo | ju | jʌ  | ɥi, wi | we | wɛ  | wa | wʌ |

## به عنوان زبان خارجی
برای افراد بومی انگلیسی‌زبان، کره‌ای به‌طور کلی یکی از سخت‌ترین زبان‌های خارجی برای تسلط با وجود سهولت نسبی یادگیری هانگول در نظر گرفته می‌شود. برای نمونه مؤسسه زبان دفاعی ایالات متحده، زبان کره‌ای را در رده ۴ با ژاپنی، چینی (ماندارین و کانتونی) و عربی قرار می‌دهد که به ۶۴ هفته آموزش نیاز دارد (در مقایسه با تنها ۲۶ هفته برای زبان‌های رده ۱ مانند ایتالیایی، فرانسوی و اسپانیایی) تا زبان‌آموز انگلیسی‌زبان به سطح کاری محدودی از مهارت برسد که در آن «قابلیت کافی برای برآورده کردن خواسته‌های اجتماعی معمول و الزامات شغلی محدود» را داشته باشد و «بتواند با موضوعات مشخص در زمان گذشته، حال و آینده برخورد کند.» به‌طور مشابه، دانشکده مطالعات زبان مؤسسه خدمات خارجی آمریکا، زبان کره‌ای را در رده چهارم، بالاترین سطح دشواری، قرار می‌دهد.

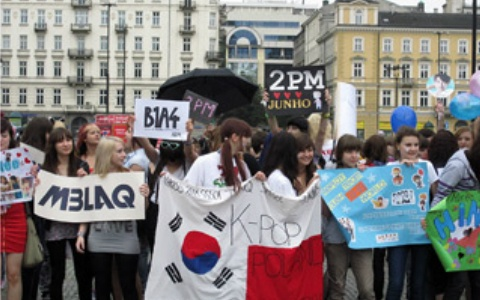
طرفداران کی-پاپ در لهستان؛ موج کره‌ای افزایش محبوبیت زبان کره‌ای را در پی داشته‌است.

در ۲۰۰۷ حدود ۸۰٪ از زبان‌آموزان کره‌ای در آمریکا دارای‌تبار کره‌ای بودند. در سال‌های ۲۰۰۹ تا ۲۰۱۱ شمار افراد غیرکره‌ای که زبان کره‌ای را مطالعه می‌کردند با افزایش شدیدی روبرو شد. این رشد به موج کره‌ای نسبت داده می‌شود. موج کره‌ای در مراحل آغازین با گسترش سریال‌های درام و موسیقی پاپ کره‌ای در آسیای شرقی، جنوبی و جنوب شرقی وسعت گرفت و بعدها با رشد اینترنت و رسانه‌های اجتماعی به‌ویژه قرار گرفتن نماهنگ‌های پاپ کره‌ای روی یوتیوب به مفهومی جهانی تبدیل گشت. در سال ۲۰۱۸، گزارش شد که افزایش محبوبیت کی-پاپ عامل افزایش شمار افرادی است که این زبان را در دانشگاه‌های ایالات متحده یادمی‌گیرند.
دو آزمون پرکاربرد زبان کره‌ای به عنوان یک زبان خارجی وجود دارد: آزمون مهارت زبان کره‌ای (KLPT) و آزمون مهارت در زبان کره‌ای (TOPIK). آزمون مهارت زبان کره‌ای، آزمونی با هدف ارزیابی صلاحیت افراد غیربومی در زبان کره‌ای، در سال ۱۹۹۷ راه اندازی شد و ۱۷٬۰۰۰ شرکت‌کننده در سال ۲۰۰۷ داشت. آزمون مهارت در زبان کره‌ای نیز اولین بار در همان سال معرفی شد. از آن زمان تعداد کل افرادی که در TOPIK شرکت کرده‌اند از ۱ میلیون نفر فراتر رفته‌است و بیش از ۱۵۰٬۰۰۰ داوطلب در سال ۲۰۱۲ در این آزمون شرکت کردند.

### زبان کره‌ای در ایران
زبان کره‌ای در ایران نیز در حال محبوب شدن است که دلیل عمده آن گسترش موج کره‌ای در کشور همچون سراسر جهان است. هم‌اکنون رشته دانشگاهی زبان کره‌ای در ایران وجود ندارد اما در تهران و برخی از مراکز استان‌ها موسسات آموزش زبان کره‌ای راه‌اندازی شده‌است.